# Oberelsbach

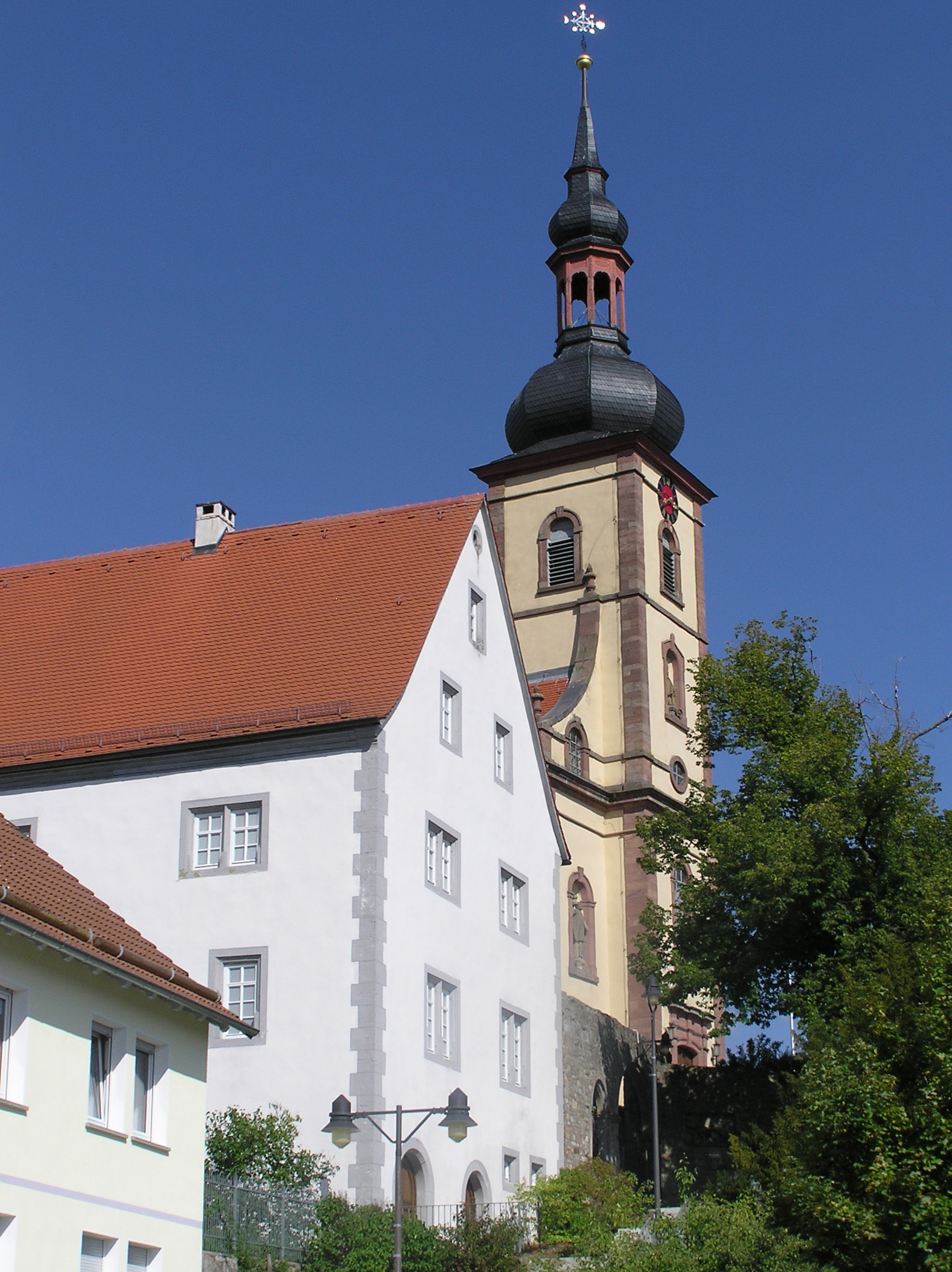
Oberelsbach

Oberelsbach este o comună-târg din districtul Rhön-Grabfeld, regiunea administrativă Franconia Inferioară, landul Bavaria, Germania.